# Sachendi
Sachendi är en ort i Indien.   Den ligger i distriktet Kānpur och delstaten Uttar Pradesh, i den centrala delen av landet, 400 km sydost om huvudstaden New Delhi. Sachendi ligger 133 meter över havet och antalet invånare är 1 500.
Terrängen runt Sachendi är mycket platt. Runt Sachendi är det mycket tätbefolkat, med 3 022 invånare per kvadratkilometer. Närmaste större samhälle är Kanpur, 18,5 km öster om Sachendi. Trakten runt Sachendi består till största delen av jordbruksmark.